# Armée du Don
Ne doit pas être confondu avec Oblast de l'armée du Don.
L'armée du Don (russe : Донска́я а́рмия) est l'armée de la république du Don, devenue par la suite une unité des forces armées du Sud de la Russie. Elle était composée de l'armée régulière (les forces paramilitaires cosaques classiques) et de l'armée dite jeune (unités techniques, trains blindés, chars d'assauts et aviation).

## Histoire

Insigne de l’armée du Don

L'armée du Don a été formée au printemps 1918 au cours de l'insurrection des cosaques du Don contre les bolchéviques sur la base des forces insurrectionnelles du général P. Kh. Popov de retour de la campagne de la steppe. Au cours de l'année 1918 elle opéra indépendamment de l'armée des volontaires. En avril, elle comportait 6 régiments d'infanterie et 2 de cavalerie du détachement septentrional du colonel A. Fitskhelaourov, d'un régiment de cavalerie à Rostov-sur-le-Don et de quelques petites unités éparpillées dans la région. Les régiments d'infanterie étaient organisés sur la base des stanitsas avec des effectifs allant de 300 à 3 000 hommes en fonction de l'humeur politique dans la stanitsa. Les régiments de cavalerie comptaient de 30  à   300 hommes. Fin avril l'armée disposait de 6 000 hommes, 30 mitrailleuses et 6 pièces d'artillerie. Le 3 avril elle fut organisée en trois groupes : sud, nord et au-delà du Don. 
Le 12 mai 1918 l'état-major commandait 14 détachements : ceux des généraux-majors Fitskhelaourov, Mamontov, Bykadorov, des colonels Touroverov, Alferov, Abramenkov, Tapiline, Epikhov, Kireïev, Tolokonnikov, Zoubov, des adjudants-chef Starikov et Martynov ainsi que celui du iessaoul Vedeneïev. Le 1er juin les détachements étaient organisés en 6 groupes plus importants : Alferov au nord, Mamontov vers Tsaritsyne, Bykadorov vers Bataïsk, Kireïev vers Velikokniajeskaïa, Fitskhelaourov dans la région du Donetsk et Semenov à Rostov. Au milieu de l'été l'armée atteignit des effectifs de 45 à 50 000 hommes avec 610 mitrailleuses et 150 pièces d'artillerie. Début août, les troupes étaient réparties dans 5 régions militaires : Rostov (général-major Grekov), au-delà du Don (général-major Bykadorov), Tsimlianskaïa (général-major Mamontov), nord-ouest (colonel Alferov), Oust-Medveditskaïa (général-major Fitskhelaourov). 

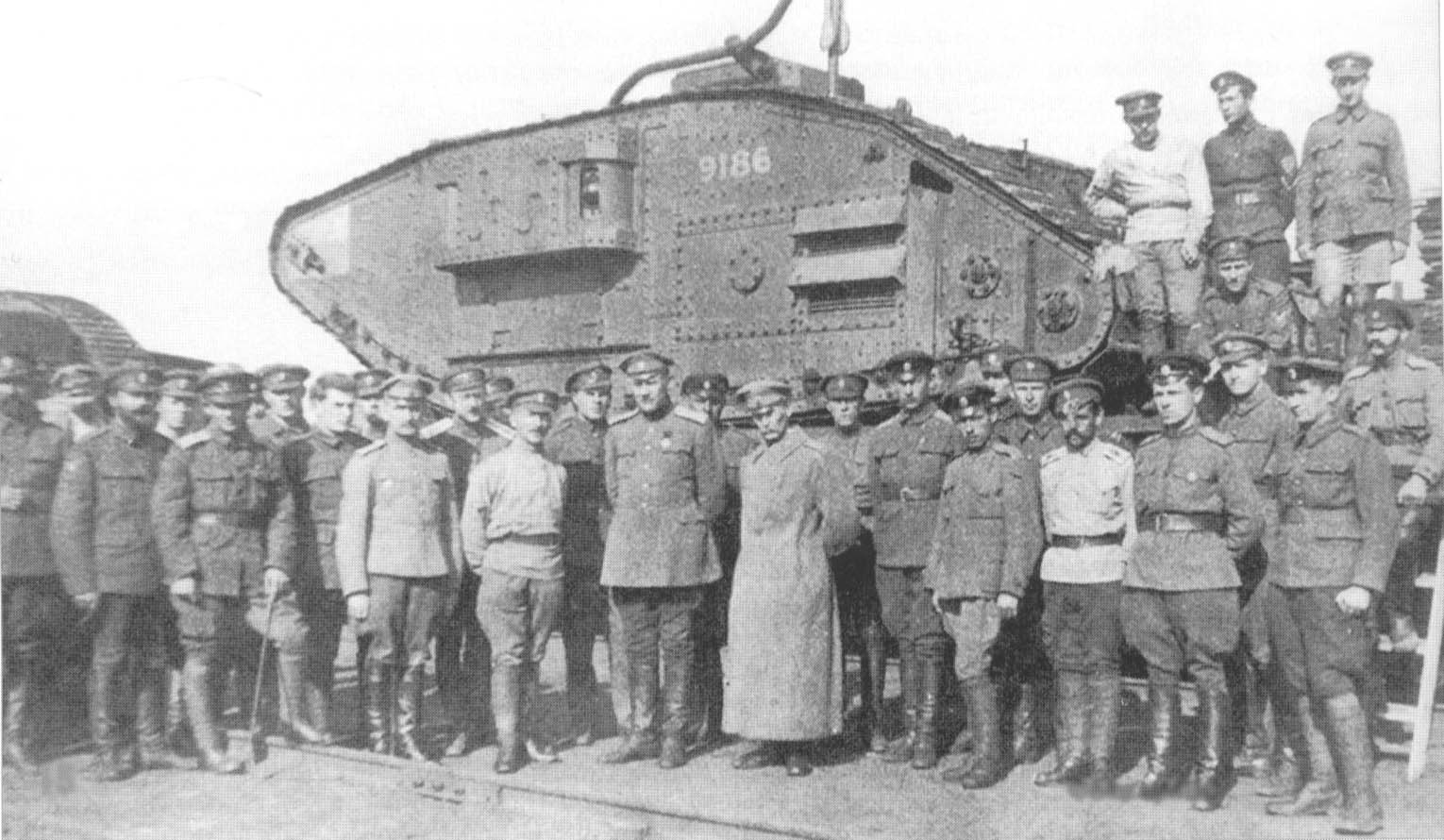
Char Mark V et soldats de l’armée du Don en 1919.

À partir d'août 1918 les régiments de stanitsa fusionnèrent pour donner naissance à des régiments numérotés (2-3 bataillons d'infanterie, 6 sotnia de cavalerie), organisés en brigades, divisions et corps. En automne 1918 et au de début 1919 les régions militaires furent renommées en fronts : nord-est, est, nord et ouest. À cette époque se conclut la formation de l'armée jeune. Les officiers des régiments étaient originaires de la stanitsa éponyme, s'ils n'étaient pas en nombre suffisant on faisait appel à des natifs d'autres stanitsa et seulement dans les cas extrêmes à des officiers d'origine non cosaque, qui devaient d'abord faire face à la méfiance de leurs hommes.
En décembre on comptait 31 300 soldats et 1282 officiers au front, l'armée jeune comportait 20 hommes. L'armée comprenait le corps des cadets du Don, l'école militaire de Novotcherkassk, l'école d'officiers du Don et des cours d'infirmier militaire. La direction maritime de la Grande armée du Don (sous le contre-amiral Kononov) forma la flottille du Don.
Après l'intégration dans les Forces Armées du Sud de la Russie le 23 février 1919 l'armée fut réorganisée. Les fronts furent transformés en 3 armées, les groupes, régions et détachement en corps et divisions de 3 à 4 régiments. Ensuite, le 12 mai 1919, les armées devinrent des corps d'armée, les corps des divisions et les divisions des brigades à 3 régiments. En août 1919 eut lieu une nouvelle réorganisation : les divisions à 4 régiments devinrent des brigades à 3 régiments et formaient ensemble de divisions à 9 régiments. On conserva dans l'armée du Don, à la différence des autres unités des Forces Armées du Sud de la Russie, le système de décorations de l'armée impériale. 
Le 24 mars 1920 fut formé à partir des unités évacuées en Crimée le corps du Don et le premier mai toutes les unités du Don y furent regroupées.

## Commandants

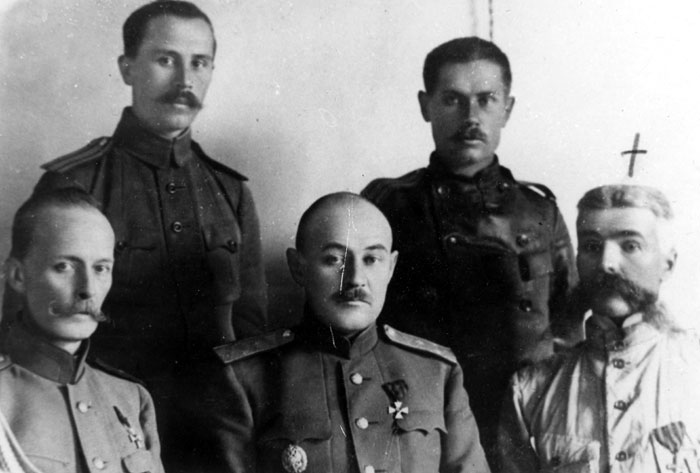
Commandement de l'armée du Don, février 1919.
De gauche à droite : lieutenant-général Keltchevski, colonel Ilitch, lieutenant-général Sidorine, colonel Dobrynine, lieutenant-général Mamontov.

- Général-major K. S. Poliakov (3–12 avril 1918),
- Général-major P. Kh. Popov (12 avril — 5 mai 1918),
- Lieutenant-général S. V. Denissov (5 mai 1918 — 2 février 1919),
- Lieutenant-général V. I. Sidorine (2 février 1919 — 14 mars 1920).

## Chefs d'état-major
- Colonel S. V. Denissov (3–12 avril 1918),
- Colonel V. I. Sidorine (12 avril — 5 mai 1918),
- Colonel I. A. Poliakov (5 mai 1918 — 2 février 1919),
- Lieutenant-général A. K. Keltchevski (2 février 1919 — 14 mars 1920).